# Francesc Domingo Ibáñez
Francesc Domingo Ibáñez (València? 1934? - València, 1 de gener de 1996) va ser un empresari i polític valencià.
Com a president de Valencia 2000, va ser l'organitzador de les primeres manifestacions anticatalanistes a la Ciutat de València durant la batalla de València, i va formar part de la Junta Permanent d'Unió Valenciana, òrgan que acabaria fundant el partit blaver. Les seues postures properes al Nacionalisme valencià el portarien a crear el Partido Coalición Valenciana, formació de curta vida que s'allunyà de l'anticatalanisme del blaverisme per a practicar un discurs més conciliador i menys crispat que el d'Unió Valenciana. Com a empresari, es dedicà al sector de la jardineria, fundant la fira internacional Iberflora a la Fira de Mostres de València.